# Näs bruk
Näs bruk, Näs – småort (miejscowość), a do 2018 r. tätort (miasteczko) w Szwecji, w regionie Dalarna, w gminie Avesta.
Ośrodek znajduje się w parafii By, w pobliżu wsi kościelnej By.

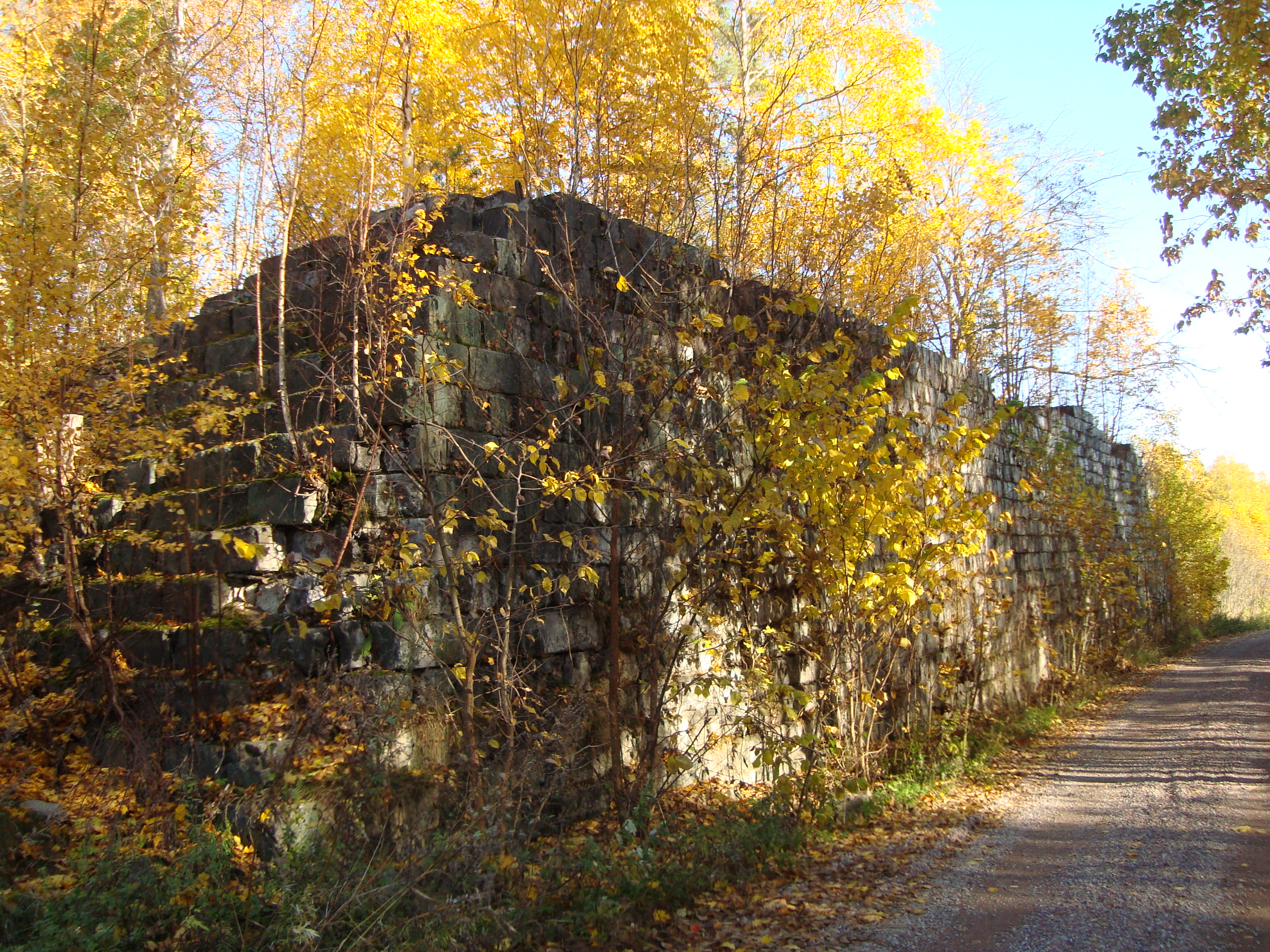
Ruiny składu węgla